# Kłębian kątowaty
Kłębian kątowaty (Pachyrhizus erosus) – gatunek rośliny z rodziny bobowatych. Występuje w Meksyku, w części Ameryki Środkowej, w uprawie również w innych krajach tropikalnych, zwłaszcza na Filipinach, gdzie zyskała popularność po sprowadzeniu przez Hiszpanów w okresie kolonialnym. Hiszpańska nazwa jícama pochodzi od pierwotnego określenia w języku nahuatl, xīcama lub xīcamatl.

## Morfologia
Pnący się podkrzew o korzeniu bulwiastym. Liście trójlistkowe. Kwiatostan osadzony jest w kątach liści. Kwiat duży w kolorze fioletowym lub czerwonawym. Owoc strąk z wieloma nasionami.

## Zastosowanie

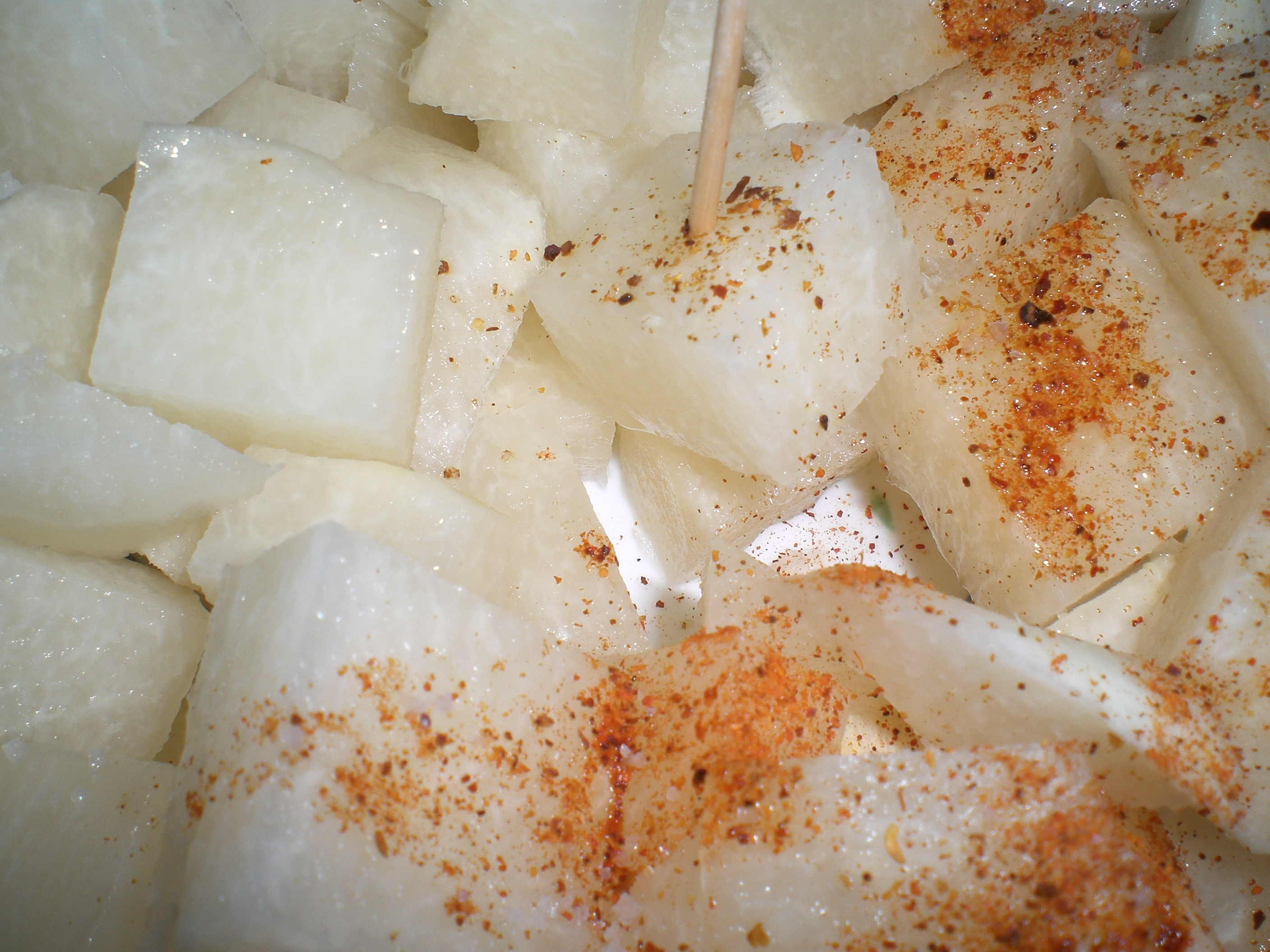
Jicama pokrojona w kostki i posypana chili

W Meksyku roślina ta jest uprawiana dla słodkawych bulw o konsystencji ziemniaka, jadanych najczęściej na surowo, z dodatkiem soli, chili i soku z limonki, a także w sałatkach. Bulwy zawierają ponad 80% wody, a także szereg ważnych składników odżywczych, zwłaszcza potas, fosfor, żelazo i wapń oraz kwas askorbinowy. Pomimo słodkawego smaku zalecane są dla diabetyków ze względu na zawartość inuliny. Bulwy można także gotować i piec oraz sporządzać z nich zupy. Bardzo często spożywa się również wyciśnięty z bulw sok. Z bulw otrzymuje się mąkę i skrobię.
Roślina włóknodajna – na Fidżi z łodyg otrzymuje się włókno używane do sporządzania sieci rybackich.
Inne części rośliny uważane są za trujące. Liście, strąki i dojrzałe nasiona zawierają toksyczny glikozyd, natomiast korzenie i dojrzałe nasiona zawierają rotenon, naturalny środek owadobójczy. Nasiona są jadalne po wcześniejszym ugotowaniu i usunięciu rotenonu. Wytłacza się z nich również olej.

## Synonimy[3]
- Cacara erosa (L.) Kuntze
- Cacara palmatiloba (DC.) Kuntze
- Dolichos bulbosus L.
- Dolichos erosus L.
- Dolichos palmatilobus DC.
- Pachyrhizus angulatus DC.
- Pachyrhizus articulatus Walp.
- Pachyrhizus bulbosus (L.) Kurz
- Pachyrhizus erosus var. palmatilobus (DC.) R.T. Clausen
- Pachyrhizus palmatilobus (DC.) Benth. & Hook.f
- Pachyrhizus strigosus R.T. Clausen